# Mała grupa społeczna
Mała grupa społeczna (ang. small group) – w naukach społecznych, niewielka grupa osób "zaangażowanych w interakcje między sobą w ramach pojedynczych spotkań twarzą w twarz lub ciągów spotkań, w czasie których każdy członek otrzymuje pewną ilość wrażeń lub spostrzeżeń na temat innych członków w sposób wystarczająco wyraźny by umożliwić mu – w danym momencie czy też później, gdy odpowiada na pytania – traktowanie każdego z nich jako indywidualną osobę, nawet jeśli będzie to tylko wspomnienie jego obecności". Zdaniem m.in. Znanieckiego, członkowie małej grupy uznają wspólne cele i mają podobne oczekiwania dotyczące zachowania się innych. 
Małe grupy służą często jako modele grup większych; wielokrotnie jednak wykazują one charakterystyki, które niespotykane są w dużych grupach.